# 三台乡
三台乡，是中华人民共和国云南省楚雄彝族自治州大姚县下辖的一个乡镇级行政单位。

## 行政区划
三台乡下辖以下地区：
三台村、吾普吾么村、必期拉村、过拉地村、黄家湾村、干河村、多底河村和博厚村。